# Michal Rozsíval
Michal Rozsíval, född 3 september 1978 i Vlašim, Tjeckoslovakien, är en tjeckisk professionell ishockeyback som spelar för Chicago Blackhawks i NHL.
Han har tidigare representerat Pittsburgh Penguins, där han spelade mellan 1999 och 2004, New York Rangers mellan 2004 och 2011, och Phoenix Coyotes mellan 2011 och 2012.
Han har vunnit två Stanley Cup med Blackhawks 2013 och 2015.